# Сістовські (герб)
Сістовські (пол.Sistowski) — шляхетський герб, відомий своєю унікальною печаткою.

## Опис герба
Опис герба із застосуванням правил блазонування, запропонованими Альфредом Знамієровським:
У пряжка з виставленим хрестом на зубці, кольори невідомі.

## Найперша згадка
Печатка З. Сістовського з 1563 р..

## Геральдичний рід
Оскільки герб Сістовські був гербом власним, право його використання мав лише одним рід: Сістовські.